# Prêmios Independent Spirit
Os Prêmios Independent Spirit, às vezes traduzido como Prêmio Espírito Independente, (no original, em inglês: Film Independent Spirit Awards (abreviado também como "Spirit Awards" e originalmente conhecido como FINDIE ou Friends of Independents Awards)) são concedidos anualmente desde 1984 a cineastas independentes. Os vencedores eram tipicamente premiados com pirâmides de vidro acrílico contendo cordas suspensas representando os pequenos orçamentos de filmes independentes. Desde 2006, os vencedores recebem um troféu de metal que representa um pássaro com asas abertas pousado sobre um pilar, que contém os cadarços do projeto anterior trançados envolto de si.
Em 1986, o evento foi renomeado para Independent Spirit Awards. Atualmente chamada de Film Independent Spirit Awards, a premiação é organizada pela Film Independent, organização de artes sem fins lucrativos que também produz o Festival de Cinema de Los Angeles e cuja missão é defender a independência criativa na narrativa visual e apoiar uma comunidade de artistas que incorporam diversidade, inovação e singularidade de visão. No mês de novembro, seus membros votam para determinar os vencedores dos prêmios, os quais são entregues no ano posterior. Conhecidos por sua credibilidade, tornou-se um termômetro para o Oscar quando se refere a filmes independentes na corrida.
A cerimônia de premiação é realizada dentro de uma tenda na praia de Santa Mônica, Califórnia, geralmente no dia antes do Oscar (desde 1999, originalmente no sábado anterior), e transmitida ao vivo pela rede de televisão IFC, assim como pela Hollywood Suite para o Canadá e pela A&E à América Latina.

## Categorias
- Melhor filme
- Melhor diretor
- Melhor primeiro filme
- Melhor atriz
- Melhor ator
- Melhor atriz coadjuvante
- Melhor ator coadjuvante
- Melhor roteiro
- Melhor primeiro roteiro
- Melhor filme estrangeiro
- Melhor documentário
- Melhor fotografia
- Prêmio John Cassavetes
- Prêmio Robert Altman
- Prêmio Acura Someone to Watch
- Prêmio Piaget para produtores
- Prêmio Truer than Fiction
- Prêmio de Melhor Desempenho Inovador